# Christ Church (Oxford)

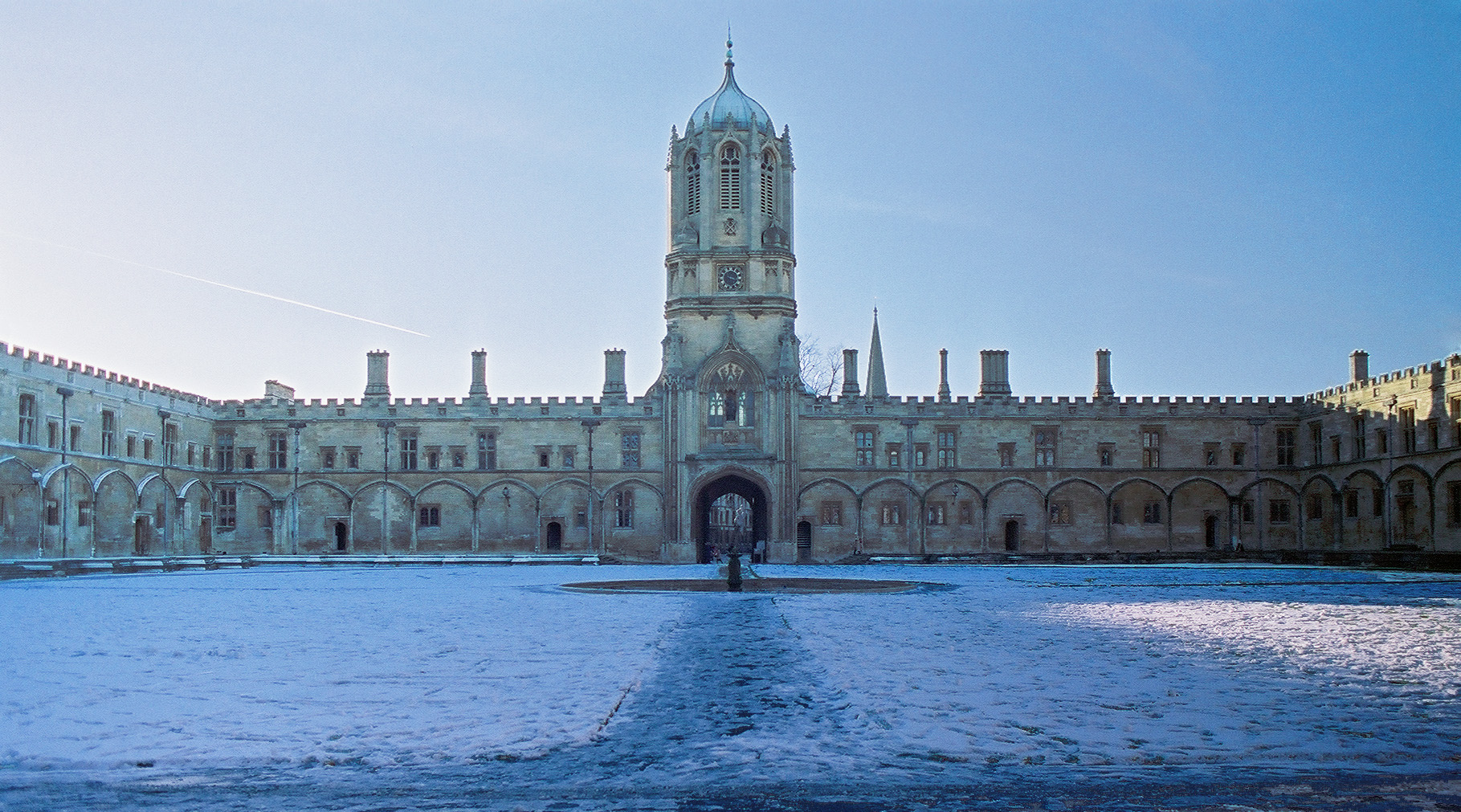
Tom Tower, na Christ Church.

Christ Church (em latim: Ædes Christi, Temple or House of Christ, às vezes chamado como The House) é uma das maiores faculdades constituintes da Universidade de Oxford, na Inglaterra. Para além de ser uma faculdade, a Christ Church ("Igreja de Cristo") é também uma igreja da diocese de Oxford, nomeadamente a Christ Church Cathedral, Oxford. A catedral tem um coro famoso de homens e rapazes, e é um dos principais alicerces corais em Oxford. Foi fundada como o Priorado de St Frideswide, Oxford, que era uma casa dos cãnones de Agostinho, que depois foi suprimida como igreja monástica sob a dissolução dos mosteiros por Henrique VIII. A Christ Church está estabelecida desde 1546.
A Christ Church ensinou treze primeiros-ministros britânicos (os dois mais recentes: Anthony Eden, 1955-1957, e Sir Alec Douglas-Home, 1963-1964), que é mais do que qualquer outro colégio de Oxford ou Cambridge.
O colégio é o cenário da peça de Evelyn Waugh Brideshead Revisited, assim como da de Lewis Carroll chamada Alice's Adventures in Wonderland. Mais recentemente tem sido utilizado nas filmagens dos filmes da série de J. K. Rowling Harry Potter, e também a adaptação cinematográfica do romance de Philip Pullman Northern Lights (o filme tem o título da edição do livro nos EUA, The Golden Compass). Entre as características distintivas da arquitetura da faculdade, estas têm sido usadas como modelos por uma série de outras instituições académicas, incluindo a National University of Ireland, em Galway, que reproduziu o Tom Quad. A Universidade de Chicago e a Cornell University têm ambas reproduções do salão de jantar da Christ Church (sob a forma de Hutchinson Hall e o refeitório Risley, respectivamente). A Christ Church Cathedral, na Nova Zelândia, devido à qual a cidade de Christchurch tem esse nome, tem origem no nome da Christ Church, em Oxford. Os vitrais da Catedral e outros edifícios são do Pré-Rafaelita William Morris com desenhos de Edward Burne-Jones.
A Christ Church também é parcialmente responsável pela criação da University College Reading, que mais tarde ganhou a sua própria Carta Real e tornou-se em Universidade de Reading. 
Desde julho de 2007, o colégio tem um crédito orçamentário de cerca de 250 mil libras.